# Pływanie na Letnich Igrzyskach Olimpijskich 1952 – 100 m stylem grzbietowym mężczyzn
100 m stylem grzbietowym mężczyzn – jedna z konkurencji pływackich rozgrywanych podczas XV Igrzysk Olimpijskich w Helsinkach. Eliminacje odbyły się 30 lipca, półfinały 31 lipca, a finał 1 sierpnia 1952 roku.
Mistrzem olimpijskim został Amerykanin Yoshi Oyakawa, który w finale poprawił swój rekord olimpijski z półfinału, uzyskawszy czas 1:05,4. Srebrny medal zdobył reprezentant Francji Gilbert Bozon (1:06,2). Brąz, z czasem 1:06,4, wywalczył Jack Taylor ze Stanów Zjednoczonych 

## Rekordy
Przed zawodami rekord świata i rekord olimpijski wyglądały następująco:
| Rekord            | Zawodnik      | Czas   | Miejsce   | Data             |       |
| ----------------- | ------------- | ------ | --------- | ---------------- | ----- |
| Rekord świata     | Allen Stack   | 1:03,6 | New Haven | 4 lutego 1949    | [ 1 ] |
| Rekord olimpijski | Adolph Kiefer | 1:05,9 | Berlin    | 14 sierpnia 1936 | [ 2 ] |

W trakcie zawodów ustanowiono następujące rekordy:
| Data       | Etap konkurencji | Zawodnik      | Czas   | Rekord |
| ---------- | ---------------- | ------------- | ------ | ------ |
| 31 lipca   | półfinał 1       | Yoshi Oyakawa | 1:05,7 | OR     |
| 1 sierpnia | finał            | Yoshi Oyakawa | 1:05,4 | OR     |

## Wyniki

### Eliminacje
Do półfinałów zakwalifikowało się 16 pływaków z najlepszymi czasami.

#### Wyścig eliminacyjny 1
| Miejsce | Zawodnik           | Państwo           | Czas   | Uwagi |
| ------- | ------------------ | ----------------- | ------ | ----- |
| 1.      | Gilbert Bozon      | Francja           | 1:07,8 | Q     |
| 2.      | Allen Stack        | Stany Zjednoczone | 1:08,9 | Q     |
| 3.      | Bert Wardrop       | Wielka Brytania   | 1:09,9 | QSO   |
| 4.      | Norihiko Kurahashi | Japonia           | 1:10,7 |       |
| 5.      | Władimir Łopatin   | ZSRR              | 1:10,8 |       |
| 6.      | Lucien Beaumont    | Kanada            | 1:14,2 |       |
| 7.      | Khamlillal Shah    | Indie             | 1:18,3 |       |

#### Wyścig eliminacyjny 2
| Miejsce | Zawodnik             | Państwo    | Czas   | Uwagi |
| ------- | -------------------- | ---------- | ------ | ----- |
| 1.      | Pedro Galvão         | Argentyna  | 1:08,1 | Q     |
| 2.      | Yasumasu Nishino     | Japonia    | 1:10,1 |       |
| 3.      | Clemente Mejía       | Meksyk     | 1:10,7 |       |
| 4.      | Helmut Koppelstätter | Austria    | 1:11,9 |       |
| 5.      | Hermann Gericke      | Szwajcaria | 1:12,6 |       |
| 6.      | Jerzy Boniecki       | Polska     | 1:13,4 |       |
| 7.      | Eurico Surgey        | Portugalia | 1:13,7 |       |

#### Wyścig eliminacyjny 3
| Miejsce | Zawodnik             | Państwo           | Czas   | Uwagi |
| ------- | -------------------- | ----------------- | ------ | ----- |
| 1.      | Jack Taylor          | Stany Zjednoczone | 1:07,2 | Q     |
| 2.      | Boris Škanata        | Jugosławia        | 1:07,5 | Q     |
| 3.      | João Gonçalves Filho | Brazylia          | 1:09,7 | Q     |
| 4.      | Ladislav Bačík       | Czechosłowacja    | 1:10,2 |       |
| 5.      | Imre Nyéki           | Węgry             | 1:10,6 |       |
| 6.      | Peter Salmon         | Kanada            | 1:13,8 |       |
| 7.      | Tom Pettersen        | Norwegia          | 1:15,4 |       |

#### Wyścig eliminacyjny 4
| Miejsce | Zawodnik           | Państwo           | Czas   | Uwagi |
| ------- | ------------------ | ----------------- | ------ | ----- |
| 1.      | Yoshi Oyakawa      | Stany Zjednoczone | 1:06,0 | Q     |
| 2.      | Lin Meiring        | Południowa Afryka | 1:08,5 | Q     |
| 3.      | Fernando Pavan     | Brazylia          | 1:09,1 | Q     |
| 4.      | Jitse van der Veen | Holandia          | 1:09,1 | Q     |
| 5.      | Bijoy Barman       | Indie             | 1:27,3 |       |

#### Wyścig eliminacyjny 5
| Miejsce | Zawodnik         | Państwo         | Czas   | Uwagi |
| ------- | ---------------- | --------------- | ------ | ----- |
| 1.      | John Brockway    | Wielka Brytania | 1:08,8 | Q     |
| 2.      | Lucien Zins      | Francja         | 1:09,7 | Q     |
| 3.      | Ilo da Fonseca   | Brazylia        | 1:09,9 | QSO   |
| 4.      | Leonid Sagajduk  | ZSRR            | 1:11,4 |       |
| 5.      | Wu Chuanyu       | Chiny           | 1:12,3 |       |
| 6.      | Eduardo Barbeiro | Portugalia      | 1:13,0 |       |

#### Wyścig eliminacyjny 6
| Miejsce | Zawodnik         | Państwo       | Czas   | Uwagi |
| ------- | ---------------- | ------------- | ------ | ----- |
| 1.      | Egidio Massaria  | Włochy        | 1:08,8 | Q     |
| 2.      | Wiktor Sołowjow  | ZSRR          | 1:09,5 | Q     |
| 3.      | Lincoln Hurring  | Nowa Zelandia | 1:09,6 | Q     |
| 4.      | László Gyöngyösi | Węgry         | 1:10,0 |       |
| 5.      | Frank O’Neill    | Australia     | 1:10,5 |       |
| 6.      | Erkki Marttinen  | Finlandia     | 1:15,2 |       |

#### Dogrywka (swim-off)
| Miejsce | Zawodnik       | Państwo         | Czas   | Uwagi |
| ------- | -------------- | --------------- | ------ | ----- |
| 1.      | Bert Wardrop   | Wielka Brytania | 1:07,8 | Q     |
| 2.      | Ilo da Fonseca | Brazylia        | 1:09,5 |       |

### Półfinały

#### Półfinał 1
| Miejsce | Zawodnik        | Państwo           | Czas   | Uwagi |
| ------- | --------------- | ----------------- | ------ | ----- |
| 1.      | Yoshi Oyakawa   | Stany Zjednoczone | 1:05,7 | Q,    |
| 2.      | Boris Škanata   | Jugosławia        | 1:07,8 | Q     |
| 3.      | Pedro Galvão    | Argentyna         | 1:07,9 | Q     |
| 4.      | Allen Stack     | Stany Zjednoczone | 1:08,0 | Q     |
| 5.      | John Brockway   | Wielka Brytania   | 1:09,0 |       |
| 6.      | Fernando Pavan  | Brazylia          | 1:10,2 |       |
| 7.      | Lincoln Hurring | Nowa Zelandia     | 1:10,2 |       |
| 8.      | Lucien Zins     | Francja           | 1:10,5 |       |

#### Półfinał 2
| Miejsce | Zawodnik             | Państwo           | Czas   | Uwagi |
| ------- | -------------------- | ----------------- | ------ | ----- |
| 1.      | Gilbert Bozon        | Francja           | 1:06,6 | Q     |
| 2.      | Jack Taylor          | Stany Zjednoczone | 1:07,0 | Q     |
| 3.      | Lin Meiring          | Południowa Afryka | 1:07,6 | Q     |
| 4.      | Bert Wardrop         | Wielka Brytania   | 1:08,6 | Q     |
| 5.      | Wiktor Sołowjow      | ZSRR              | 1:09,6 |       |
| 6.      | João Gonçalves Filho | Brazylia          | 1:09,7 |       |
| 7.      | Egidio Massaria      | Włochy            | 1:09,7 |       |
| 8.      | Jitse van der Veen   | Holandia          | 1:10,5 |       |

### Finał
| Miejsce | Zawodnik      | Państwo           | Czas   | Uwagi |
| ------- | ------------- | ----------------- | ------ | ----- |
| 1. !    | Yoshi Oyakawa | Stany Zjednoczone | 1:05,4 | OR    |
| 2. !    | Gilbert Bozon | Francja           | 1:06,2 |       |
| 3. !    | Jack Taylor   | Stany Zjednoczone | 1:06,4 |       |
| 4.      | Allen Stack   | Stany Zjednoczone | 1:07,6 |       |
| 5.      | Pedro Galvão  | Argentyna         | 1:07,7 |       |
| 6.      | Bert Wardrop  | Wielka Brytania   | 1:07,8 |       |
| 7.      | Boris Škanata | Jugosławia        | 1:08,1 |       |
| 8.      | Lin Meiring   | Południowa Afryka | 1:08,3 |       |